# Crown Heights – Utica Avenue (métro de New York)
Crown Heights – Utica Avenue est une station souterraine du métro de New York située dans le quartier de Crown Heights à Brooklyn. Elle est située sur l'IRT Eastern Parkway Line (métros rouges et verts), issue de l'ancienne Interborough Rapid Transit Company (IRT). Sur la base de la fréquentation, la station figurait au 36e rang sur 421 en 2012.
Au total, quatre services y circulent :
- les métros 4 y transitent 24/7 ;
- les métros 3 s'y arrêtent tout le temps sauf la nuit (late nights) ;
- les métros 2 et 5 y circulent uniquement durant les heures de pointe pour des dessertes spéciales.